# Chasmaporthetes
Il casmaportete (gen. Chasmaporthetes), altrimenti nota come euriboa (Euryboas) o “iena - ghepardo”, è una iena estinta, vissuta tra il Pliocene e il Pleistocene (4 – 1,5 milioni di anni fa). I suoi resti sono stati ritrovati in Europa, Asia e Nordamerica.

## Descrizione
Rispetto agli altri ienidi, il casmaportete presentava particolari adattamenti dello scheletro che lo rendevano notevolmente simile ai felidi cacciatori: le zampe, infatti, erano molto allungate, e mancava del tutto l'aspetto pendente tipico delle iene. Il cranio, corto e camuso come quello delle iene, era però dotato di una dentatura più simile a quella del ghepardo, con il quarto premolare inferiore a forma asimmetrica.

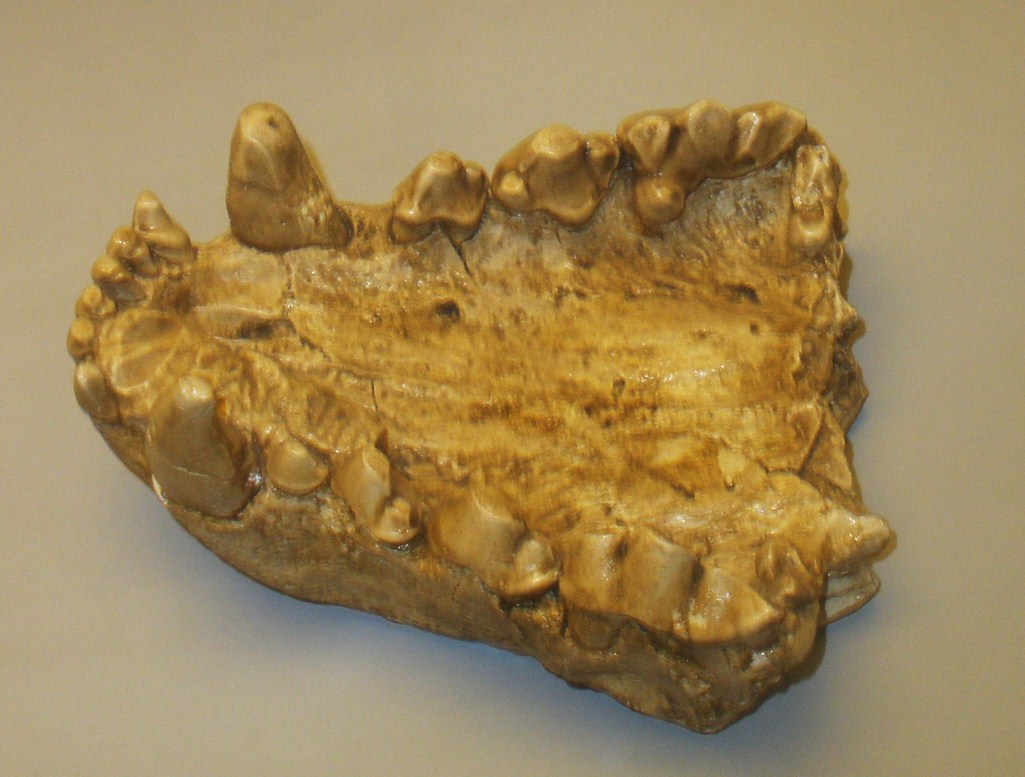
Mascella di Chasmaporthetes kani, una specie vissuta in Cina

## Distribuzione
Il casmaportete è noto attraverso numerosi resti fossili rinvenuti in molti giacimenti europei e asiatici, a dimostrazione che questo animale era molto diffuso. Alcuni resti sono stati ritrovati anche in Italia. La “iena – ghepardo”, inoltre, è l'unica iena ad aver oltrepassato lo stretto di Bering, dal momento che alcuni resti di questo animale sono stati ritrovati in Nordamerica. Tra le specie più note, da ricordare l'europea C. (= Euryboas) lunensis e l'americana C. ossifragus. In Sardegna visse una forma endemica di taglia leggermente inferiore, denominata Chasmaporthetes melei. Tale specie visse tra il Pliocene e il Pleistocene inferiore e i suoi resti sono stati ritrovati nelle brecce ossifere del monte Tuttavista (Orosei - NU).

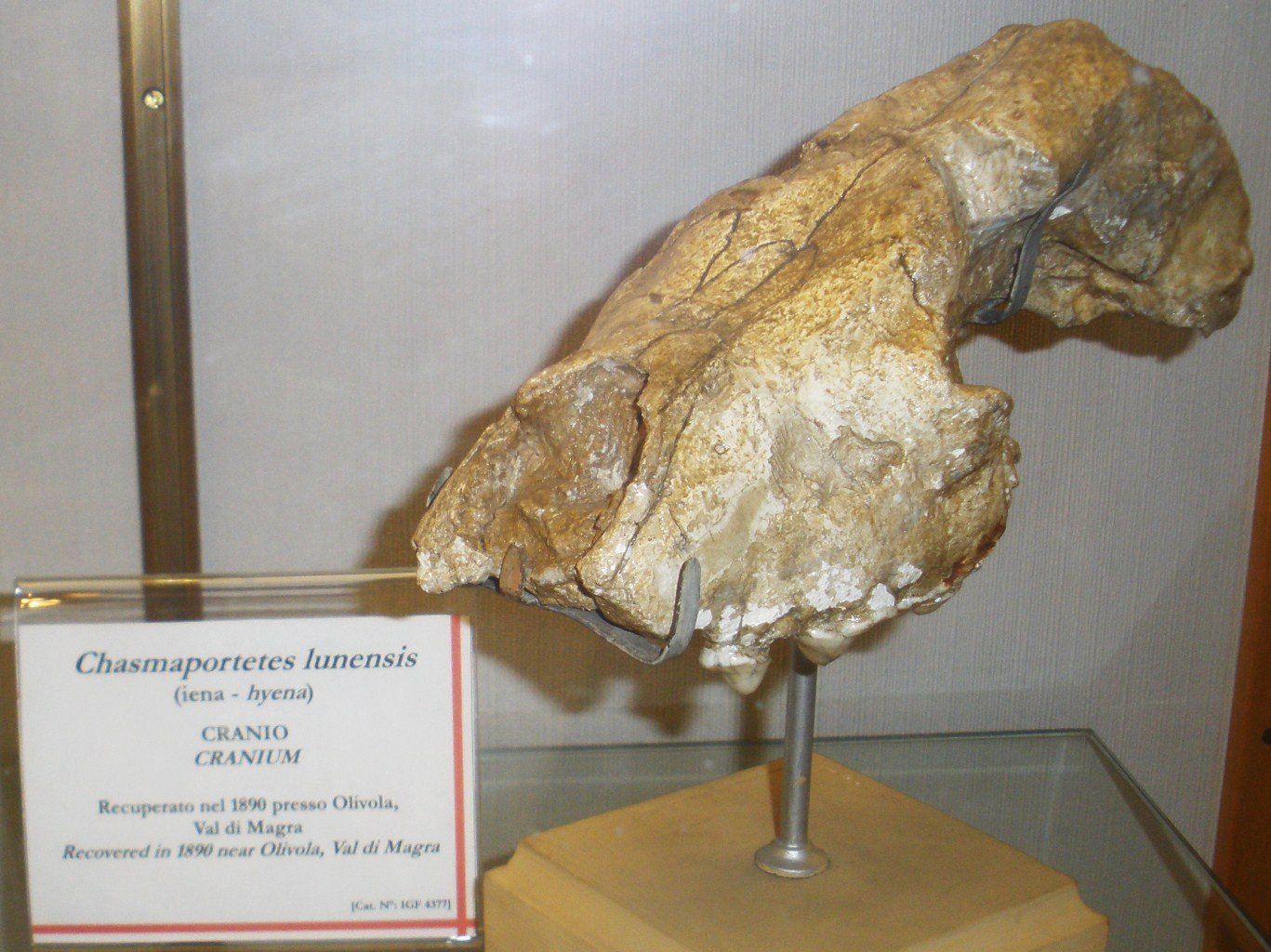
Cranio parziale di Chasmaporthetes lunensis

## Stile di vita
Al contrario delle iene attuali, l'euriboa non era un animale necrofago: ciò sarebbe dimostrato dalla dentatura e, soprattutto, dal notevole sviluppo delle zampe, che testimonierebbero l'esistenza di una iena cacciatrice. È probabile che questo animale cacciasse in branchi o individualmente prede veloci come i numerosi ungulati che vivevano nel Pliocene.